# Refrain
Pour les articles homonymes, voir Refrain (homonymie).
Ne doit pas être confondu avec Refrain (chanson).

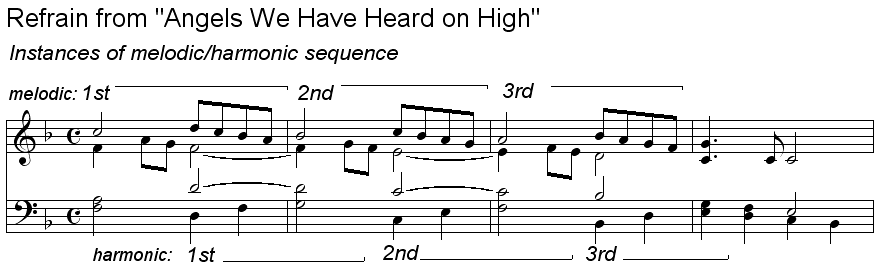
Exemple de refrain.

Un refrain est la répétition régulière de paroles au sein d'un poème ou d'une chanson.

## En poésie
En versification, un refrain est la répétition régulière d’un ou plusieurs vers dans un même poème. On peut aussi appeler ce vers "vers de rentrement"
Généralement, le refrain est soit typographiquement isolé entre les strophes, dont il est séparé par des « blancs », soit rattaché à la strophe qui le précède. 
Le refrain sert à rythmer un poème, à le rendre musical et à créer un effet d’insistance sur certains vers, porteurs d'un message probablement important pour le poète.
Exemple : Mes yeux de François de Malherbe
Mes yeux, vous m'êtes superflus ;

Cette beauté qui m'est ravie,

Fut seule ma vue et ma vie,

Je ne vois plus, ni ne vis plus.

Qui me croit absent, il a tort,

Je ne le suis point, je suis mort.

Ô qu'en ce triste éloignement,

Où la nécessité me traîne,

Les dieux me témoignent de haine,

Et m'affligent indignement.

Qui me croit absent, il a tort,

Je ne le suis point, je suis mort.
La kyrielle est une notion proche du refrain.

## En musique
Généralement, les différents refrains d'une chanson possèdent non seulement les mêmes paroles, mais aussi la même mélodie.
Lorsque les paroles d’une chanson sont consignées par écrit, il est fréquent que le refrain ne soit pas reproduit autant de fois qu’il est chanté, mais inscrit une seule fois, la première, puisqu’on s’y réfère simplement par la mention « refrain ».
Dans une chanson, les refrains alternent habituellement avec les différents couplets : « C¹, R, C², R, C³, R, etc. »